# HL Tauri
HL Tauri är en ung T Tauri-stjärna i Oxens stjärnbild, ungefär 450 ljusår från jorden.
Luminositeten och temperaturen tyder på att HL Tauri är yngre än 100000 år. Stjärnan är av magnitud 15,1 och därmed väldigt ljussvag.
Den är omgiven av en protoplanetär skiva, som astronomerna 2014 lyckades skapa en bild av. Det var första gången bildbevis på en protoplanetär bildning skapades och det skedde med hjälp av det stora radioteleskopet ALMA i Atacama-öknen, i Chile. Radiosignalerna fogades ihop på ett sätt som gjorde att man lyckades filtrera bort de stoftmoln som annars skymmer stjärnan.